# Dryocampa sperryae
Dryocampa sperryae är en fjärilsart som beskrevs av Bower 1942. Dryocampa sperryae ingår i släktet Dryocampa och familjen påfågelsspinnare. Inga underarter finns listade i Catalogue of Life.